# Pinales
Ne doit pas être confondu avec Pinal.
Ordre

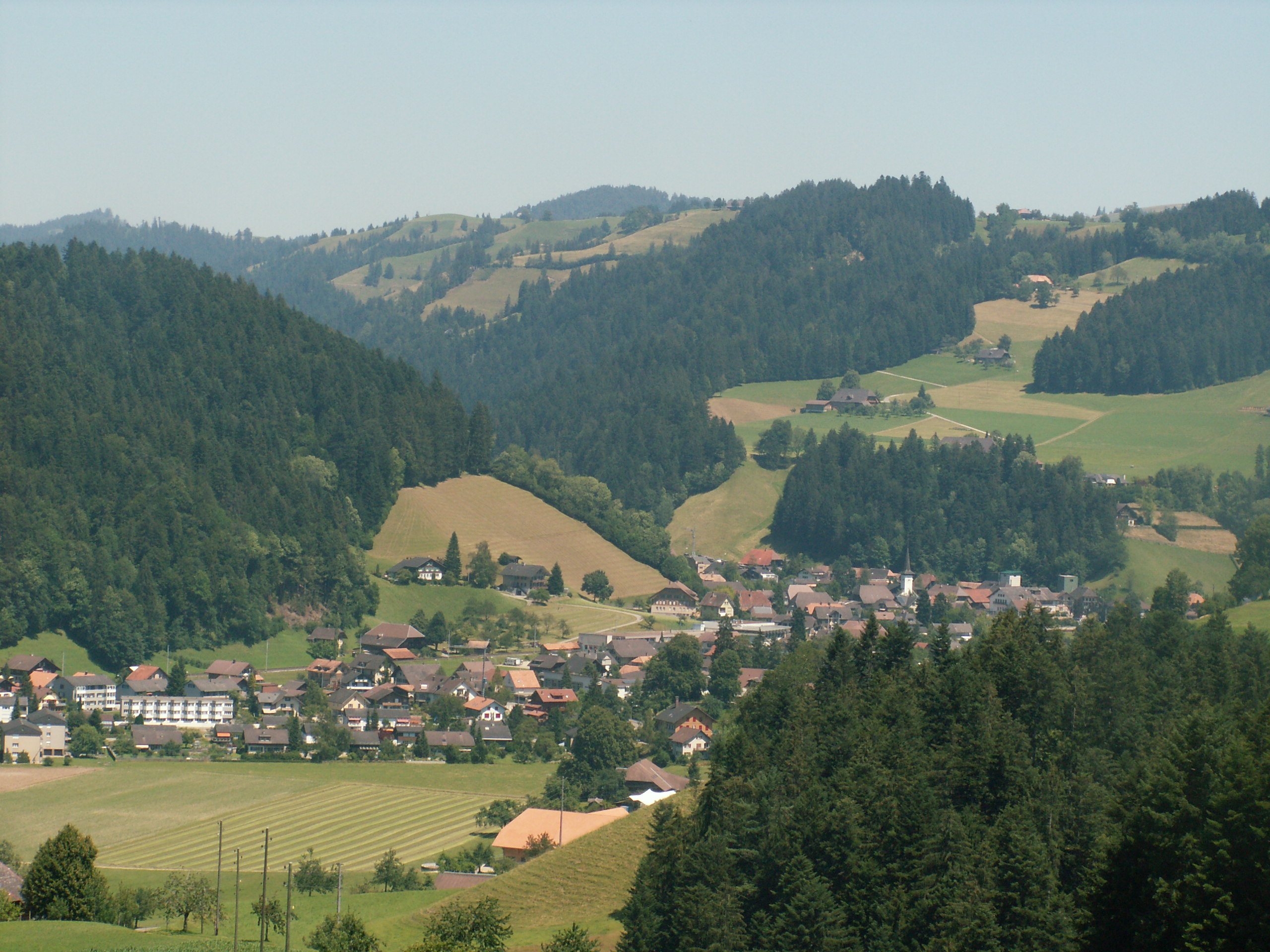
L'enrésinement est un phénomène qui a touché tout l'hémisphère nord, de l'Europe au Japon, depuis plusieurs siècles, comme l'a montré Akira Miyawaki, au détriment de la naturalité et des forêts de feuillus

Les Pinales (ou Abietales) sont un ordre de plantes gymnospermes datant probablement d'il y a 250 à 300 millions d'années et ayant connu leur apogée au cours du Jurassique. Cet ordre regroupe l'ensemble des conifères, dont une caractéristique fondamentale, partagée avec les Cycadales et les Ginkgoales, est l'absence de vaisseaux dans le xylème (à la différence des feuillus). Le transport de la sève brute est assuré par les trachéides, qui sont aussi les cellules de soutien. La présence de résine n'est pas une caractéristique fondamentale des conifères, bien que la plupart possèdent des canaux résinifères. Ainsi, le sapin n'a pas de canaux résinifères alors que certains feuillus tropicaux en ont.
Selon l'APG, l'ordre des Pinales comprend 545 espèces et inclut les six familles suivantes :
- Araucariaceae
- Cupressaceae
- Pinaceae
- Podocarpaceae
- Sciadopityaceae
- Taxaceae

Une classification phylogénétique des gymnospermes proposée par Christenhusz et al. promeut cet ordre au rang de sous-classe, les Pinidae. Dans cette classification, l'ordre des Pinales n'incluerait qu'une famille, les Pinaceae, et comprendrait environ 231 espèces.